# کوه آرارات
کوه آرارات (ترکی: Ağrı Dağı، ارمنی:ماسیس،Մասիս یا آرارات،Արարատ، کردی: ئاگری/ Agirî) کوهی است واقع در شرق کشور ترکیه که در استان آغری واقع شده است. این کوه در نزدیکی مرز کشورهای ارمنستان، ترکیه و ایران واقع شده است.
آرارات دارای دو قلهٔ آتشفشانی آرارات بزرگ (۵٬۱۳۷ متر) و آرارات کوچک (۳٬۸۹۶ متر) است.

## جغرافیا و زمین‌شناسی آرارات
مخروط کوچکتر این کوهستان، معروف به آرارات کوچک یا ماسیس ۳٬۸۹۶ متر بلندا دارد و در جنوب شرقی قله اصلی واقع شده است. فلات میان دو قله پوشیده از گدازهها و سنگ آتشفشانی است.

کوه آرارات ترسیم به صورت سه‌بعدی

زمین‌لرزه تابستان ۱۸۴۰ میلادی با شدت ۶/۳ ریشتر سبب ریزش کوه، مدفون شدن یک دهکده، یک کلیسا و اقامتگاه کاهنان در زیر آوار ناشی از ریزش کوه و کاهش ۱۸۰۰ متر از ارتفاع قلهٔ آرارات شد و در حال حاضر کوه بزرگ آرارات با ارتفاع ۵۱۳۷ متر از سطح دریا دارای ۴۲۰۰ متر بلندی است.
فاصلهٔ قلهٔ آرارات بزرگ، که در تمام طول سال از برف و یخی به عمق صد متر و به وسعت ۳۷ کیلومتر مربع پوشیده شده، از قلهٔ آرارات کوچک شرقی یازده کیلومتر است.
در کتاب آفرینش در عهد عتیق از آرارات به عنوان محل به خاک نشستن کشتی نوح پس از طوفان ذکر شده است.
از دیگر نام‌های این کوه «کوه جودی» است که در قرآن ذکر شده است. هیچ انفجاری در قلهٔ این آتشفشان‌ها گزارش نشده ولی احتمال اینکه در خلال ده‌هزار سال گذشته انفجاری بر روی آن رخ داده باشد زیاد است.

## پیشینهٔ آرارات

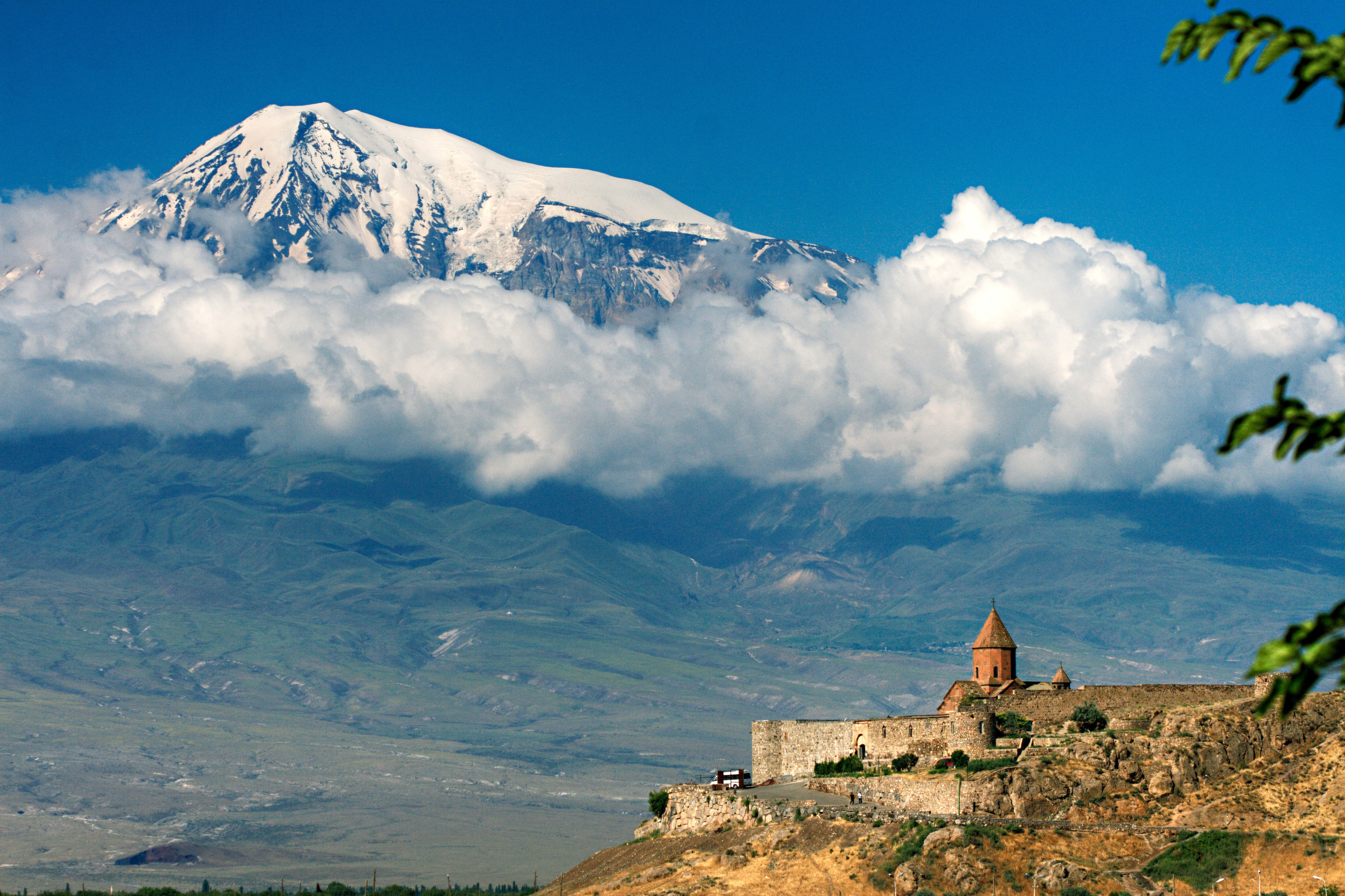
صومعه خور ویراپ در ارمنستان با کوه آرارات

بخش عمده‌ای از سرزمین کوهستانی ارمنستان، با مرکزیت کوه آرارات، که سرچشمهٔ رودخانه‌های دجله، فرات و ارس و محصور به آب‌های دریای خزر، دریای سیاه و دریای مدیترانه است، در زمان پیدایش انسان اولیه در زیر آب‌های بالا آمده پس از عصر یخبندان و جزو نخستین سکونت گاه‌های انسان اولیه بوده. وجود حدود ۱۰۷۶ غار، فقط در اطراف شهر آنی (شهر باستانی) حاکی از وضعیت مناسب زندگی انسان‌های غارنشین در آن دوران در منطقهٔ سرزمین کوهستانی ارمنستان است. از دوران زیست (همو سپینس)ها آثاری باقی‌مانده که قدمت آن‌ها در سرزمین کوهستانی ارمنستان به دوازده هزار سال، پیش از میلاد بازمی‌گردد. پیدایش، اسکان و رشد انسان‌های اولیه مستقیماً در گرو محیط زیست مناسب بوده است. از این رو، منطقهٔ حاصلخیز و پرآب سلسله جبال ارمنستان و اطراف کوه آرارات را یکی از نواحی مناسب برای سکونت انسان اولیه و رشد دامداری و کشاورزی پس از دوران یخ بندان کرهٔ زمین دانسته‌اند. وجود معادن طبیعی و رشد صنعتی ناشی از طبیعت مستعد منطقه بعدها، در طول تاریخ و در عصر آهن و مفرغ نیز سبب شکوفایی استعداد ساکنان این ناحیه شد. کشف ابزارهای آهنی به جای مانده از انسان اولیه، ضرب سکه‌های امپراتوری روم و تأمین اسلحهٔ فلزی ارتش ایران باستان گواه این واقعیت است.

## نامگذاری
کلمه و پیشوند «آر»، که به کرات در ترکیب نام‌ها و واژه‌های ارمنی چون، <اورـ آرـ تو>، اورارتو، <آرـ گیشتی>،آرگیشتی اول، <آرـ ار ـ ات>، <آرـ من>، <آرـ مه نوید>(نژاد ارمنیان)، <آرـ تساخ>،آرتساخ <آرـ اکس> رود ارس و آراتا به کار رفته است، ریشه در میان‌رودان شمالی دارد.
آرای زیبا، خدای آفرینش سرزمین و قومی است که از هزاران سال پیش در بلندی‌های ارمنستان می‌زیسته‌اند.
باستان شناسان آثار رؤیت و پرستش پرفروغ‌ترین ستارهٔ کهکشان، شباهنگ را در خرابه‌های پایگاه پنج هزار سالهٔ ستاره‌شناسی مه تسا مور، در ارمنستان کنونی، کشف کرده‌اند. این ستاره نماد، آیا (در دوره‌های بعد اینانا و بعدها آناهیتا) خدای آفرینش سرزمین آراتا در دوران پایانی سده ۴ (پیش از میلاد) بوده است.
کهن‌ترین اشارهٔ مکتوب و منسوب به کوه آرارات مربوط به حماسه گیلگمش است که در آن قهرمان داستان گیلگمش، پسر «لوگالباندا»، خدای دریاها، برای یافتن درخت موعود به سوی کوه‌های دوگانهٔ «ماتسو» در شمالی‌ترین نقطهٔ بین‌النهرین می‌رود.

## نژاد ساکنان منطقهٔ آرارات

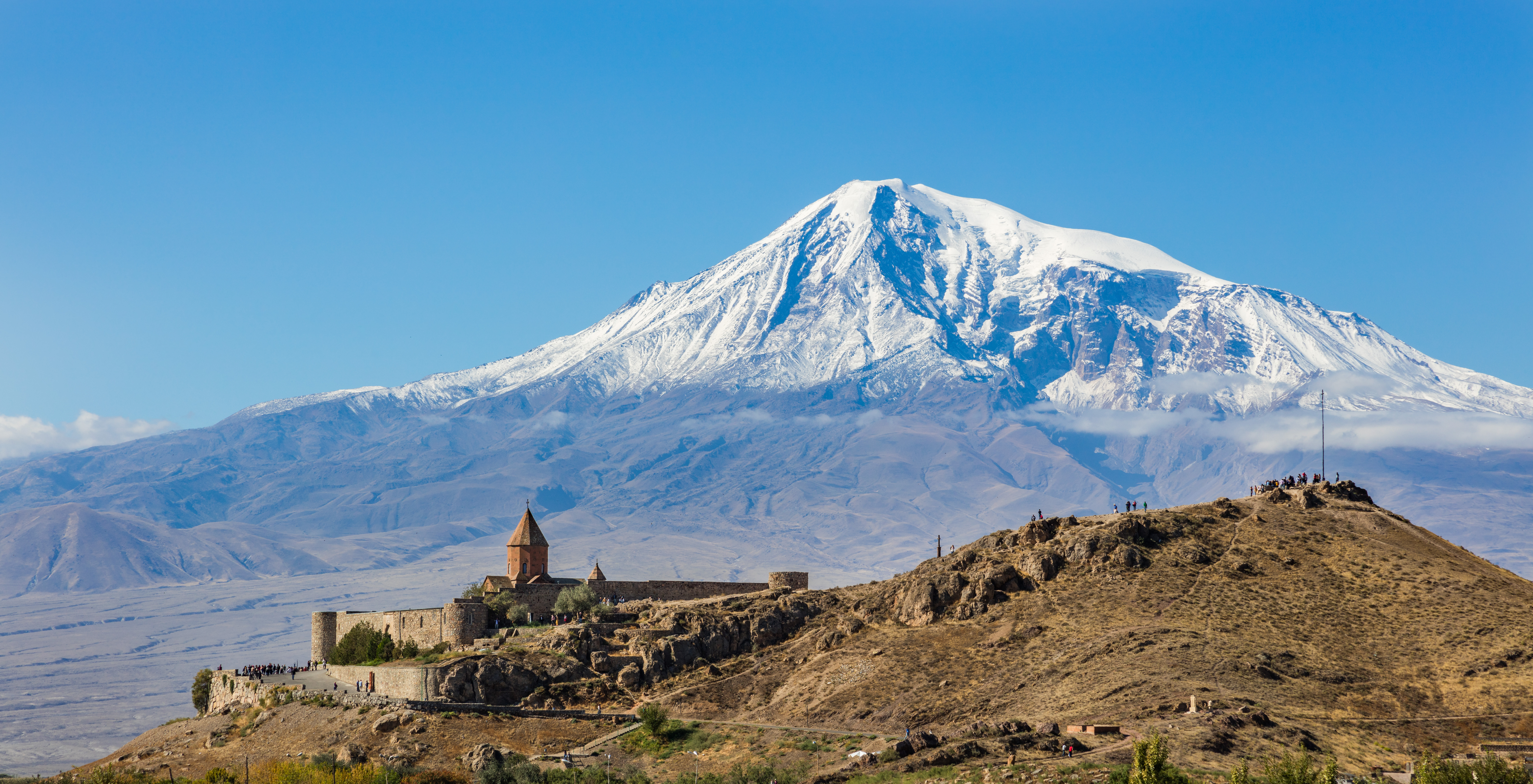
صومعهٔ خور ویراپ با کوه آرارات در پیش زمینه

آشوریان، نخستین ساکنان و حکام آراتا، که در آغاز هزارهٔ سوم پیش از میلاد به تدریج به سمت جنوب کوچ کردند و در بین‌النهرین (عراق کنونی) سکونت گزیدند، مردمی از تیرهٔ آرمه نوید بودند.
تمدن هند و یونان در پایان هزارهٔ سوم پیش از میلاد و آغاز تمدن اورارتو از این نقطه به هند و شبه جزیره بالکان منتقل شد و امروزه، می‌توان سرچشمهٔ زبان و فرهنگ هند و اروپایی را در آراتا یا سرزمین کوهستانی ارمنستان دانست. منشأ و مرکز اقلیمی زبان‌های هندواروپایی که بیش از یک سده است به منزلهٔ زبان مادر زبان‌هایی با ساختار هند و اروپایی شناخته شده، در سرزمین کوهستانی ارمنستان است.

## مرزهای سیاسی

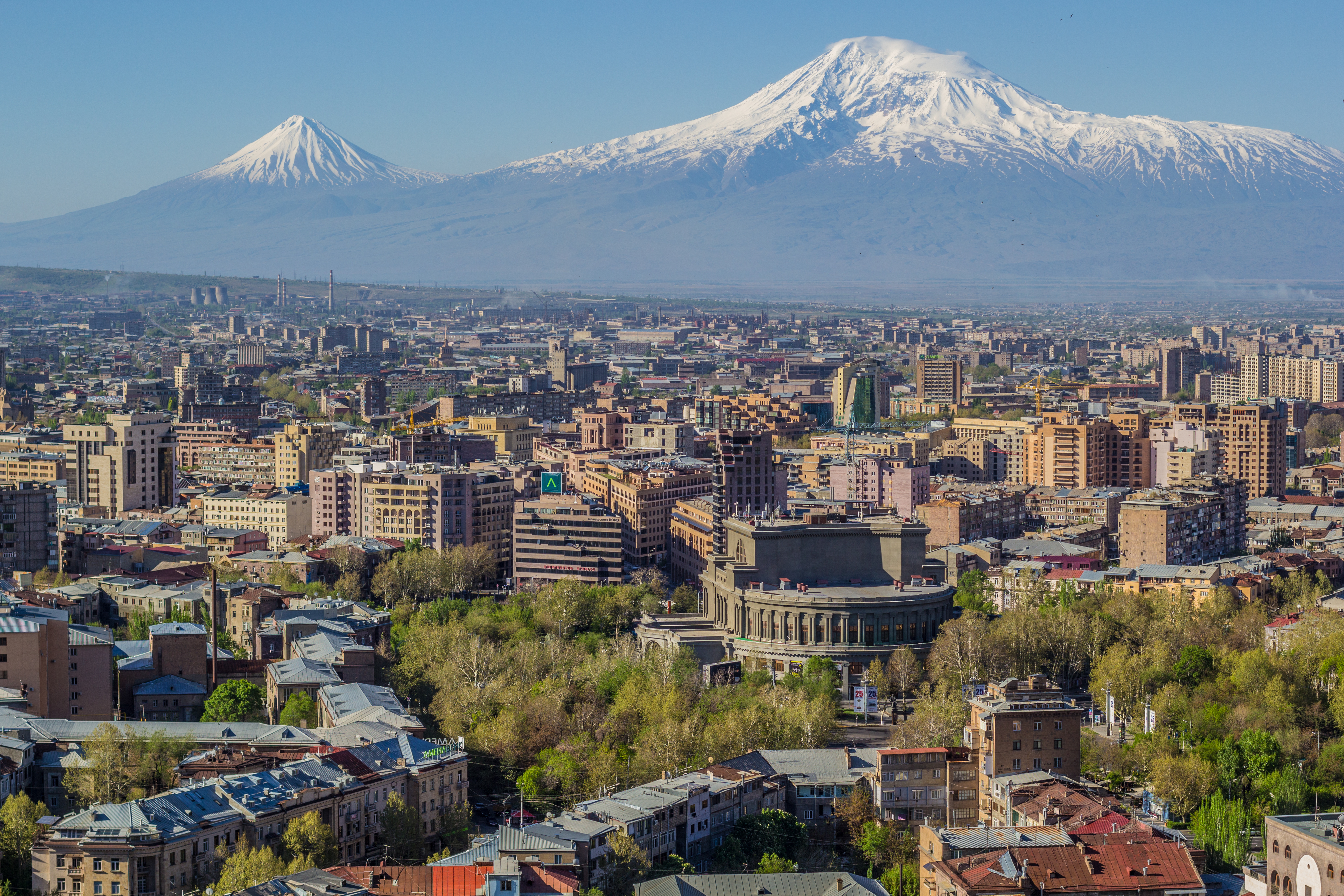
با وجودی که کوه آرارات در خاک ترکیه واقع شده است، اما آرارات از جمله نمادهای مهم مردم ارمنی و نماد استقامت و تعصب نسبت به مام میهن است. این کوه از هر منطقه‌ای در ایروان قابل مشاهده است.

معاهده سور در روز ۱۰ اوت ۱۹۲۰ میلادی برای تنبیه امپراتوری عثمانی که در جنگ جهانی اول در کنار امپراتوری آلمان و امپراتوری اتریش - مجارستان وارد جنگ شده بود، میان نیروهای پیروز متفق در جنگ جهانی اول (روسیه، بریتانیا و فرانسه)، و امپراتوری عثمانی امضا شد.
در آن هنگام، بریتانیایی‌ها و فرانسوی‌ها تنگه‌های داردانل و بسفور و شهر استانبول را تصرف خود داشتند.

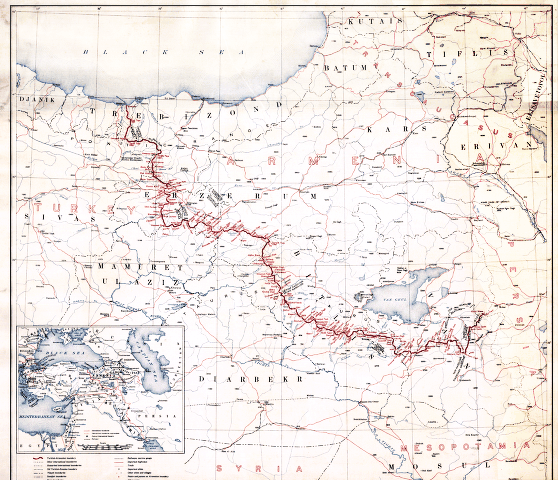
اولین جمهوری ارمنستان و مرزهای غربی تعریف شده توسط وودرو ویلسون

مفاد مرتبط به ارمنیان در معاهده سور عبارت بودند از مفاد:۸۸-۸۹-۹۰-۹۱ و ۹۲ که از این مفاد ۸۸ و ۸۹ دلالت بر تشکیل کشور مستقل ارمنی را دارد.
مادهٔ۸۸: «ترکیه اعلام می‌دارد که همان گونه که قدرت‌های متفق قبلاً شناخته شده‌اند، ارمنستان را به منزلهٔ یک کشور آزاد و مستقل می‌شناسد».
مادهٔ۸۹: «ترکیه و ارمنستان و همچنین سایر قدرت‌های امضاکنندهٔ قرارداد موافقت می‌کنند که مسئلهٔ تعیین مرزهای بین ترکیه و ارمنستان در ولایات ترابزون و ارزروم و وان و استان بتلیس به حکمیت رئیس‌جمهور آمریکا (توماس وودرو ویلسون) گذاشته شود و تصمیمات او را در این مورد بپذیرند و نیز بر هر گونه مقرراتی که برای دست یافتن ارمنستان به دریا و برای غیرنظامی کردن سرزمین‌های عثمانی وصل به ارمنستان تصویب شود صحه بگذارند».
تشکیل مرزهای جدید ایران و ترکیه به دوره عثمانی بازمی‌گردد. در اواخر سده ۱۹ میلادی مذاکراتی بین ایران و عثمانی برای تحدید حدود انجام شد که یکی از بحث‌های مطرح آن هنگام، مسئله ایلات کوچ رو و عشایر ساکن در مرز بود که بر پیچیدگی و دشواری روند مذاکرات می‌افزود. در اوایل سده ۲۰ انعقاد قرارداد ۱۹۰۷ روسیه و انگلستان این تصور را برای عثمانی به وجود آورد که استقلال ایران از دست رفته و از این‌رو آن‌ها به سهم‌خواهی از خاک ایران پرداختند. در این دوره روسیه، شش ولایت ارمنی ترکیه را بخشی از حوزه آتی سرزمین و سیاسی خود می‌دانست و به دنبال نفوذ در آن منطقه بود و انگلیس نیز در اتحاد با عثمانی سعی در جلوگیری از این توسعه‌طلبی داشت.
کمیسیون مرزی ایران و دولت عثمانی که در سال‌های ۱۹۱۴–۱۹۱۱ میلادی تشکیل شد در مورد مسائل مرزی در محدوده آرارات به یک تفاهم کلی رسیدند و همین تفاهم سنگ بنای مرزهای کنونی قرار گرفت، البته جنگ جهانی اول تصویب نهایی رأی این کمیسیون را به تعویق انداخت. با پایان یافتن جنگ جهانی اول و فروکش کردن آشوب‌های داخلی، ایران و ترکیه از ۱۳۰۱ خورشیدی مجدداً به مذاکره بر سر مسئله مرزها پرداختند. توافقهای مرزی شوروی و ترکیه در ۱۹۲۱ که طی دو نشست در قارص (عهدنامه قارص) و مسکو (عهدنامه مسکو (۱۹۲۱)) با مبادله اراضی مرزهای خود را تغییر دادند، موجب تسلط ترکیه بر منطقه راهبردی آرارات شد.
در ۱۳۱۰ خورشیدی در دیدار وزیران خارجه ایران و ترکیه، کمیسیون مرزی دیگری شکل گرفت و قرار شد بخشی از اراضی دو کشور مبادله شود. بدین ترتیب آرارات کوچک به ترکیه واگذار شد و ترکیه نیز تمامی کوهپایه و چشمه ثریا و بخش قطور را به ایران واگذار کرد و این پایه شکل‌گیری بعدی مرزهای دو کشور شد؛ ترکیه در ۱۹۳۳ تلاشهایی را برای باز پس‌گیری بخش قطور انجام داد که با مخالفت سفیر کبیر شاهنشاهی ایران در آنکارا مواجه شد. همچنین در سال‌های ۱۳۱۳–۱۳۱۱ خورشیدی کمیسیونی تحت سرپرستی مظفر اعلم این توافقنامه را به تصویب رساند.

## کوه آرارات نماد ارمنی‌ها

نماد کوه آرارات که بر بالای آن کشتی نوح قرار دارد در نشان ملی ارمنستان قرار گرفته است

کوه آرارات نیز از جمله نمادهای مهم ارمنیان است و با وجود اینکه این کوه هم‌اکنون در خاک ترکیه واقع شده ارمنیان تعصب و علاقه خاصی به این کوه دارند. کوه آرارات از نظر ارمنیان نماد مقاومت و پایداری می‌باشد و ارمنیان نام آرارات را بر پیشانی باشگاه و محل کسب و کار خویش درج می‌کنند و ارمنیان نام آرارات را برای فرزندان پسر خود انتخاب می‌کنند.

## شعر
کوه آرارات شعری از آوتیک ایساهاکیان
| بر فراز قله باستانی آرارات            |  | قرن‌ها همچون ثانیه‌هایی آمده و گذشته‌اند       |
| تندرهای بی‌شماری شمشیر آسا             |  | بر تارک آن فرود آمده و گذشته‌اند             |
| دیدگان نسل‌هایی که از مرگ در بیم بودند |  | به قبله درخشانش نظر افکنده و گذشته‌اند       |
| اکنون کوته زمانی نوبت از آن توست      |  | تو نیز بر سیمای پرشکوهش نگاهی بیفکن و بگذر! |

## صعود به کوه آرارات
اولین صعود این قله توسط فریدریش پاروت اهل امپراتوری روسیه در سال ۱۸۲۹ میلادی انجام شد. هوای کوه آرارات در تابستان آفتابی گرم و خشک بوده ولی در فصل بهار و زمستان دارای آب و هوای سرد می‌باشد که کوهنوردان در این فصول با بوران، کولاک و بارش باران و برف مواجه می‌شوند. ماه‌های تیر و مرداد و شهریور بهترین ماه‌های صعود بوده و جبهه جنوبی کوه ایمن‌ترین و آسانترین مسیر صعود به قله است. صعود به این کوه بدون اخذ مجوز و راهنما و مربی به هیچ عنوان امکان‌پذیر نمی‌باشد.

## گاه‌شماری رویدادهای تاریخی ساکنان سرزمین آرارات
- جنگ‌های بین سومریان و پادشاهان اورارتو در هزارهٔ سوم پیش از میلاد.
- جنگ‌های بین حکام اورارتو و سردمداران اکد در ۲۲۳۰ پیش از میلاد.
- حملهٔ اسکندر مقدونی در ۲۸۰ پیش از میلاد.
- مهاجرت و حمله سلجوقیان، مغول، خوارزمشاهیان و تیموریان در سده‌های سیزدهم و چهاردهم میلادی.
- مهاجرت مهاجران تُرک طی سده‌های یازدهم تا پانزدهم میلادی به سرزمین کوهستانی ارمنستان.
- حملهٔ ایوبیان.
- تهاجم نادرشاه و شاهان صفوی.
- جنگهای ایران و روسیه در دشت‌های ارمنستان در دوران قاجاریه.
- نسل‌کشی ارمنیان.
- کشتار و تبعید استقلال طلبان ارمنی به دست بلشویکهای سرخ جمهوری آذربایجان و رهبران روسی آن‌ها در ۱۹۱۷ میلادی.
- امضاء معاهده سور
- کشتار آزادی خواهان ارمنی به دست ارتش سرخ، در اتحاد شوروی، در دههٔ ۱۹۳۰ میلادی.
- تشکیل جمهوری آرارات یا جمهوری کُردی آرارات

## نگارخانه

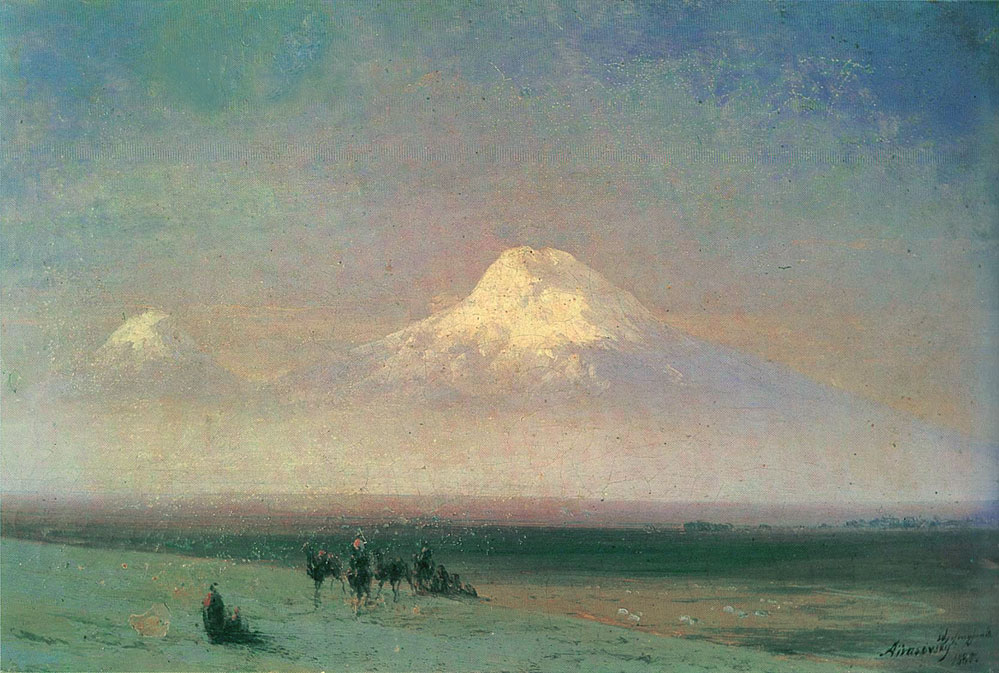
دشت آرارات، ۱۸۸۲ میلادی اثر ایوان آیوازوفسکی
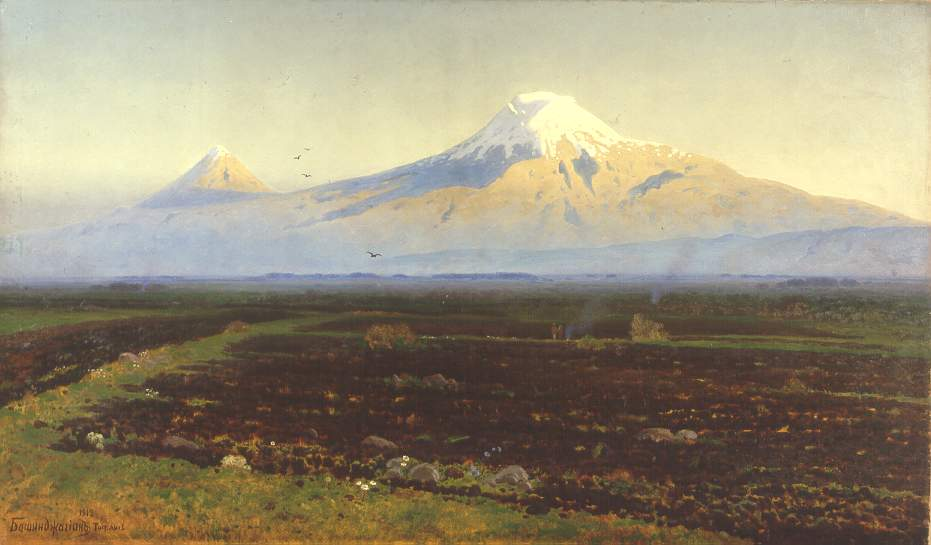
آرارات، ۱۹۱۲ میلادی اثر گوروگ باشینجاقیان موزه هنرهای زیبای ایروان
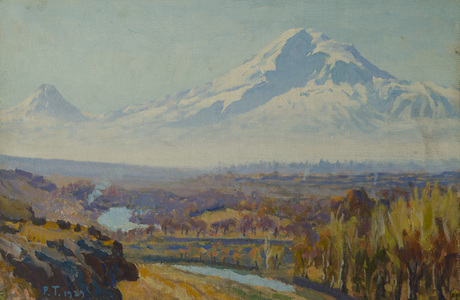
آرارات در خزان ، ۱۹۲۹ میلادی
پانوس ترلمزیان